# 中国人民武装警察部队南宁指挥学校
中国人民武装警察部队南宁指挥学校，简称武警南宁指挥学校，与中国人民武装警察部队指挥学院南宁分院（武警指挥学院南宁分院）合署办公，是曾经存在的一所武警部队初级指挥干部军事高等院校，隶属武警广西总队，列入武警战斗序列，副师级不详。

## 历史与沿革
- 1983年9月21日，国务院批准武警广西总队教导大队正式改建中国人民武装警察部队南宁指挥学校（武警南宁指挥学校）。
- 2004年，建立中国人民武装警察部队指挥学院南宁分院，合署办公，开展本科教育。
- 2006年9月，撤销武警南宁指挥学校、武警指挥学院南宁分院。

## 专业
- 武警指挥专业